# San León I (título cardenalicio)
San León I es un título cardenalicio de la Iglesia Católica. Fue instituido por el papa Pablo VI en 1965 con la constitución apostólica Romanorum Pontificum morem.

## Titulares
- Lorenz Jäger (25 de febrero de 1965 - 1 de abril de 1975)
- Roger Etchegaray (30 de junio de 1979 - 24 de junio de 1998)
- Karl Lehmann (21 de febrero de 2001-11 de marzo de 2018)
- Sergio Obeso Rivera (28 de junio de 2018-12 de agosto de 2019)
- Cristóbal López Romero, (5 de octubre de 2019-presente)